# Hyssopus aaba
Hyssopus aaba är en stekelart som beskrevs av Schauff 1985. Hyssopus aaba ingår i släktet Hyssopus och familjen finglanssteklar. Inga underarter finns listade i Catalogue of Life.